# ملعب هالتشوك
ملعب هالتشوك هو ملعب متعدد الاستخدام يقع في كاثماندو داخل منطقة باغماتي، نيبال. غالباً ما يتم اسخدام الملعب لمباريات كرة القدم ولديه أرضية عشبية. يسع لاحتضان 3,500 متفرج.